# Telenor
Теленор је норвешка телекомуникациона компанија. Седиште компаније је у Форнебуу, у близини Осла. Теленор је међународна компанија која послује у 13 земаља Скандинавије, источне Европе и Азије. Поред мобилне телефоније, компанија пружа услуге броудбенда и кабловске телевизије у три Скандинавске земље.

## Историја
Теленор је била државна компанија која је имала монопол на тржишту у Норвешкој, али под називом Televerket од 1855. Од 1994. године, Норвешки Телеком је основан као јавна корпорација. У децембру 2000, компанија је делом приватизована и њене акције су пуштене на тржиште. Због малог становништва Норвешке, Теленор и даље доминира тржиштем у Норвешкој, али конкуренција на мобилном тржишту и АДСЛ-у је велика.
Популарни софтвер Опера је настао 1994 од аутора запослених у Теленору.

## Међународно пословање
Од друге половине 1990-их, Теленор је ушао на тржиште мобилне телефоније у неколико земаља: Русија (1994), Бангладеш, Грчка, Ирска, Немачка и Аустрија (1997), Украјина (1998), Малезија (1999), Данска и Тајланд (2000), Мађарска (2002), Црна Гора, Пакистан, Словачка и Чешка Република (2004), Шведска (2006), Индија (2009). Компаније је продала свој део у Грчкој, Ирској и Немачкој 1999/2000 да би са тим профитом уложила у нова тржишта.
На јавној аукцији 31. јула 2006. године у Београду, Теленор је купио Моби 63 (бивши 063 Мобтел Србија) по цени од 1,513 милиона евра.